# Милица Тасић
Милица Тасић (Београд, 24. децембар 1999) је српска одбојкашица. Она је репрезентативка Србије.
Завршила је Спортску гимназију у Београду. Она игра на позицији примача. Висока је 185 cm, тешка 73 kg. Играла је у Црвеној звезди, а тренутно наступа за турски Меринос.